# ريكي اي بوفري
ريكي اي بوڤري (بالإيطالية: Ricchi e Poveri)‏ «أغنياء وفقراء». واحدة من أشهر فرق موسيقى البوب الإيطالية في أوروبا وأمريكا اللاتينية. وهي فرقة ناشطة منذ أواخر ستينيات القرن العشرين. بيع للفرقة ما يزيد عن عشرين مليون تسجيل.

## تشكل الفرقة والنجاح المبكر
تأسست الفرقة في العام 1967 من قبل فرانكو غاتي، أنجيلا برامباتي، أنجيلو سوتجيو، ومارينا أوكينيا.
كان أول ظهور للفرقة في مهرجان كانتا جيرو في العام 1968 بأغنية "L'ultimo amore" أو النسخة الإيطالية من أغنية Everlasting Love.
شاركت الفرقة في مهرجان الأغنية الإيطالية "Festival della canzone italiana" عدة مرات منذ 1970. كما مثلت إيطاليا في مسابقة يوروفيجن للأغاني في 1978 بأغنية "Questo amore" أو هذا الحب، لتحل في المرتبة الثانية عشرة ب53 نقطة. في 1981 تركت مارينا أوكينيا الفرقة.
قامت ريكي اي بوڤري بتسجل أغانيها باللغات الإيطالية والإسبانية مسجلين بعض من أشهر الأغاني الإيطالية في سنوات الثمانينيات والتسعينيات من قبيل "Come vorrei", "Mamma Maria",
"Se m'innamoro", "Made in Italy", "M'innamoro di te". كما أن أغنيتهم "Che sarà" قام بأدائها خوزيه فيلسيانو وجيمي فونتانا.
أغنيتهم المنفردة سيكون كوني أحبك "Sarà perché ti amo" صارت من أغنيات الصدارة في أوروبا إضافة لنسختها في بلدان أمريكا اللاتينية والتي سجلت بكلمات إسبانية، حيث تعرف الأغنية الآن بعنوان "Será porque te amo" ولتصبح من أغاني الصدارة في المكسيك وبلدان البحر الكاريبي وجنوب ووسط أمريكا.

## ديسكو غرافيا
- Un diadema di successi 1976
- Ricchi & Poveri 1976
- I musicanti 1976
- Come eravamo 1980
- E penso a te 1982
- Mamma Maria 1982
- Voulez vous danser 1983
- Sarà perche ti amo 1983
- Ieri & oggi 1983
- Dimmi quando 1985
- Cocco bello Africa 1987
- Nascerà Gesù 1988
- Buona giornata e... 1989
- I grandi successi 1994
- Parla col cuore 2001/2002

## وصلات خارجية
- ريكي اي بوفري على موقع IMDb (الإنجليزية)
- ريكي اي بوفري على موقع ميوزك برينز (الإنجليزية)
- ريكي اي بوفري على موقع أول ميوزيك (الإنجليزية)
- ريكي اي بوفري على موقع ديسكوغز (الإنجليزية)

- bmamusic.com Informations from Ricchi e Poveri
- Fanclub